# Sebastião Leme da Silveira Cintra

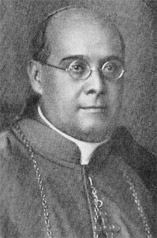
Erzbischof Sebastião Leme da Silveira Cintra (1923)

Sebastião Kardinal Leme da Silveira Cintra (* 20. Januar 1882 in Spirito Santo do Pinhal, Brasilien; † 17. Oktober 1942 in Rio de Janeiro) war Erzbischof von Rio de Janeiro.

## Leben

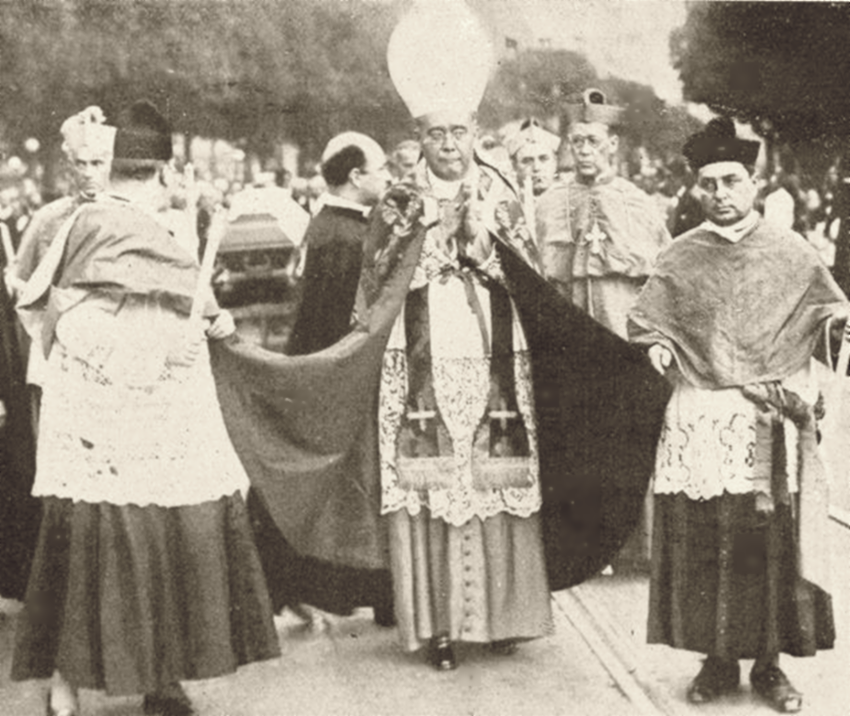
Dom Sebastião Leme als Koadiutor-Erzbischof bei den Exequien seiner Vorgängers Kardinal Arcoverde in Rio de Janeiro (April 1930)

Kardinalswappen (seit 1930)

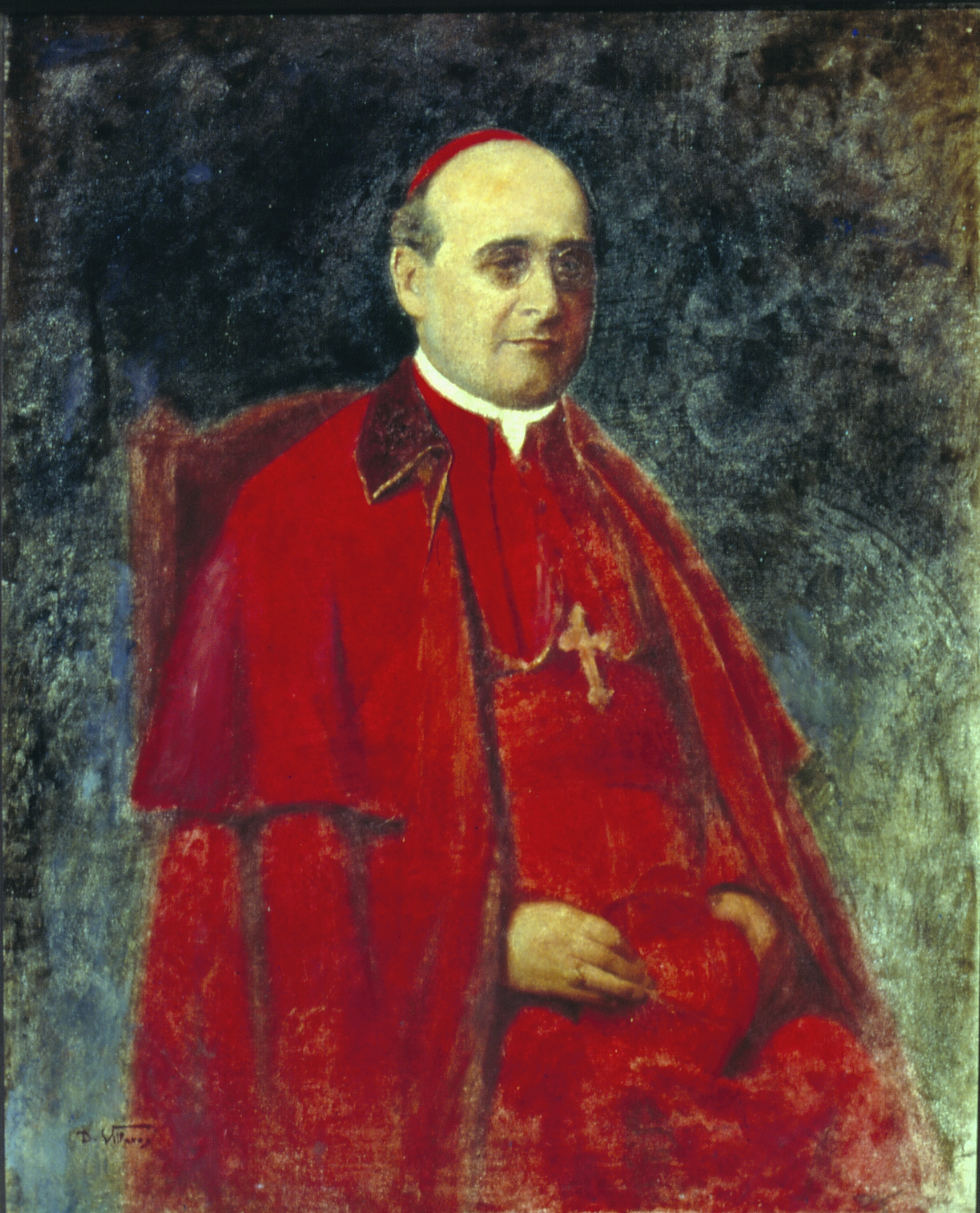
Sebastião Kardinal Leme (Gemälde von Décio Villares, Décio)

Sebastião Leme da Silveira Cintra studierte in São Paulo und Rom die Fächer Katholische Theologie und Philosophie. Er empfing am 28. Oktober 1904 das Sakrament der Priesterweihe und nahm anschließend verschiedene Tätigkeiten als Gemeindeseelsorger, Seminarlehrer und Journalist in der Erzdiözese São Paulo wahr. Von 1909 bis 1911 war er Pro-Generalvikar des Erzbistums.
Am 24. März 1911 ernannte ihn Papst Pius X. zum Titularbischof von Orthosias in Phoenicia und bestellte ihn zum Weihbischof im Erzbistum São Sebastião do Rio de Janeiro. Der Erzbischof von Rio de Janeiro, Joaquim Kardinal Arcoverde de Albuquerque Cavalcanti, spendete ihm am 4. Juni desselben Jahres die Bischofsweihe. Mitkonsekratoren waren der Altbischof von Belém do Pará, Erzbischof Francisco do Rêgo Maia, und der Bischof von La Plata, Juan Nepomuceno Terrero y Escalada.
Papst Benedikt XV. berief ihn am 29. April 1916 zum Erzbischof von Olinda. Nach der Umbenennung des Erzbistums am 26. Juli 1918 war er Erzbischof von Olinda e Recife. Am 15. März 1921 ernannte ihn der Papst zum Titularerzbischof von Pharsalus und zum Koadjutorerzbischof des Erzbistums São Sebastião do Rio de Janeiro. Mit dem Tod Joaquim Kardinal Arcoverde de Albuquerque Cavalcantis am 18. April 1930 trat er dessen Nachfolge als Erzbischof von Rio de Janeiro an.
Papst Pius XI. nahm ihn am 30. Juni 1930 als Kardinalpriester mit der Titelkirche Santi Bonifacio ed Alessio in das Kardinalskollegium auf. Nach dem Tod des Papstes nahm er am Konklave 1939 teil, in dem Pius XII. gewählt wurde.
Er starb am 17. Oktober 1942 mit nur 60 Jahren an seinem Bischofssitz.

## Wirken
Als Bischof von Olinda verfasste er 1916 einen vielbeachteten Pastoralbrief, in welchem er die laizistische Politik und die mangelnde Vertretung katholischer Interessen im politischen Leben des mehrheitlich katholischen Landes anprangerte. Dieses Schreiben bewirkte die Konversion des sehr bekannten Intellektuellen Jackson de Figueiredo und die Entstehung eines politischen Katholizismus. Zu diesem Zweck förderte er die Gründung im Jahr 1922 durch de Figueiredo des Centro Dom Vital, der sich zu einer Kaderschmiede für die Bildung junger katholischer Persönlichkeiten entwickelte. Sein Wirken als Erzbischof fällt in eine ideologisch, politisch und wirtschaftlich äußerst bewegte und krisenhafte Zeit (Präsidentschaft von Getúlio Vargas, Weltwirtschaftskrise). Er rief eine Laienbewegung ins Leben, um den politischen Interessen der katholischen Bevölkerung ein Sprachrohr zu geben und förderte die Gründung im Jahr 1932 der Liga Electoral Católica – LEC (Katholische Wahlliga) als katholische Repräsentation für die Verfassungsgebende Versammlung (Beginn der Sitzungen am 15. November 1933). Kardinal Leme da Silveira gab der LEC genaue Anweisungen während ihr Wirken. Sie konnte wichtige Anliegen des katholischen Elektorats in der neuen Verfassung, die am 15. Juli 1934 in Kraft trat, einbringen. In seinem Erzbistum wurde am 4. Juli 1937 die Katholische Aktion eingesetzt. Den Impuls hierzu gab ein Brief von Papst Pius XI. an Kardinal Leme und an die brasilianischen Bischöfe vom 27. Oktober 1935.
Sebastião Leme da Silveira Cintra gründete 1941 die Päpstliche Katholische Universität von Rio de Janeiro.